# Елізабет Кюблер-Росс
Елізабет Кюблер-Росс (нім. Elisabeth Kübler-Ross, 8 липня 1926, Цюрих — 24 серпня 2004, Скоттсдейл) — американська вчена, психолог швейцарського походження, авторка концепції психологічної допомоги хворим при смерті та дослідниця присмертних переживань. Її книга «Про смерть і вмирання» 1969 року стала бестселером у США. Першою порушила питання про відповідальність лікаря не лише за здоров'я помираючих, а й за те, аби останні дні життя було прожито з гідністю, без страху і страждань. Тема смерті її стала цікавити ще в дитинстві, коли вона вперше побачила помираючого. Це був її сусід, що впав з дерева і помер у своєму ліжку серед рідних і близьких. Тоді Елізабет подумала, що існує правильний спосіб помирати.

## Життєпис
Закінчила медичний факультет Цюрихського універститету, після чого 1958 року поїхала до США. Вона багато працювала в лікарнях Нью-Йорка, Чикаґо і Колорадо. Її обурювало ставлення лікарів до смертельно хворих. На відміну від колег, вона з помираючими спілкувалася, слухала їхні сповіді. Так з'явився курс лекцій про передсмертний досвід.
Хӑйӗн карьери тӑршшӗпех Кюблер-Росс ачасемпе нумай ӗҫленӗ, «Дуги ҫырӑвӗ» (1979), «Вилӗмпе вилӗмпе пурӑнасси» (1981) тата «Ачасемпе вилӗм ҫинчен» (1983) ятлӑ виҫӗ кӗнеке ҫырнӑ, унта вӑл ачасем мӗнле ӑнланни ҫинчен ҫырнӑ, сӳтсе явӑр, вилӗме йышӑнӑр. Нумай пациентсемпе вулакансем унран вилӗм чирӗпе аптӑракан ачасем хӑйсен ыйтӑвӗсене пӗлтернӗ чухне усӑ куракан чӗлхене тарӑнрах пӑхса тухма ыйтнӑ хыҫҫӑн ҫырнӑ хыҫҫӑн вӑл 1981 ҫулта «Вилӗмпе пӗрле пурӑнни тата вилни» ятлӑ кӗнекене ҫырнӑ. мӗншӗн тесен вӗсем ӑна эпир шутланинчен сахалтарах иккӗленсе сӳтсе яваҫҫӗ. Ачасем усă куракан чĕлхе вĕсемшĕн темле хăйне евĕрлĕ, çулне кура. Пӗчӗк ачасем Кюблер-Росс «Сӑмахсӑр символ чӗлхи» тесе каланӑ сӑмахсемпе усӑ курма юратаҫҫӗ, унта ӳкерчӗксемпе, ӳкерчӗксемпе е япаласемпе усӑ курни вӗсене вилӗм ҫинчен мӗнле ӑнланни ҫинчен калаҫма май парать, мӗншӗн тесен вӗсем мӗнле сӑмахсемпе усӑ курмаллине пӗлмеҫҫӗ пулӗ. Ҫынсем ватӑлнӑ май та вӗсен хӑйсен ыйтӑвӗсене ҫырса кӑтартма сӑмахсем ҫук. Ҫавӑнпа та Кюблер-Росс чӗлхен иккӗмӗш формине йышӑннӑ, унпа ытларах чухне аслӑрах ачасем, ҫамрӑксем тата хӑш чухне ҫитӗннисем усӑ кураҫҫӗ. Ҫакна «Сӑмах символла чӗлхи» теҫҫӗ, унта вилӗм ҫинчен хӑйсен туйӑмӗсене палӑртма ҫивӗч калавсемпе тата тӗлӗнмелле ыйтусемпе усӑ кураҫҫӗ. Ачасем хӑйсен вилӗмӗ пирки тӳрремӗнех ыйтусем пама хӑраҫҫӗ, ҫавӑнпа та вӗсем хӑйсен ыйтӑвӗсене тивӗҫтерекен калавсем е тӗлӗнмелле ыйтусем шухӑшласа кӑларма пултараҫҫӗ.
1994 року після інсульту, що спричинив частковий параліч лівої частини тіла, Елізабет переїхала жити в Скоттсдейл, Аризона, а 24 серпня 2004 року у віці 78 років померла.
Кюблер-Росс тӗнче вилӗм чирлисем ҫине мӗнле пӑхнине улӑштарнӑ пӗрремӗш ҫын пулнӑ, вӑл хоспис пулӑшӑвӗ, паллиативлӑ пулӑшу, биоэтика тата вилӗм ҫывӑхӗнчи тӗпчевсене пуҫарса янӑ, вилӗм чирӗпе аптӑракан ҫынсен пурнӑҫне халӑх умне кӑларнӑ пӗрремӗш ҫын пулнӑ куҫ.Кюблер-Росс тухтӑрсемпе медицина сестрисем «вилекенсене хисеплӗн пӑхмалли» юхӑмӑн тӗп вӑйӗ пулнӑ.Балфур Маунт, Канадӑри пӗрремӗш паллиативлӑ пулӑшу паракан врач тата паллиативлӑ пулӑшу терминне шухӑшласа кӑларнӑ ҫын, Кюблер-Росса тав тӑвать унӑн пурнӑҫ вӗҫӗнчи ҫынсене пӑхассипе интересленме пуҫланӑ. Кюблер-Росс вилӗмпе вилӗм ҫинчен 20 ытла кӗнеке ҫырнӑ, вӗсене 44 чӗлхене куҫарнӑ. Хӑйӗн пурнӑҫӗн вӗҫӗнче вӑл ӑс-тӑн енчен хастар пулнӑ, Дэвид Кесслерпа пӗрле икӗ кӗнеке ҫырнӑ, ҫав шутра «Хуйхӑпа хуйхӑ ҫинчен» (2005). 2018 ҫулта Стэнфорд университетӗ унӑн ҫемйинчен Кюблер-Росс архивне илнӗ те унӑн ӗҫӗсен, интервьюсен тата ытти архив материалӗсен цифра библиотекине тума пуҫланӑ.

## П'ять стадій прийняття смерті
Не зважаючи на те, що будь-яке життя на Землі обмежене часовими рамками й кожна жива істота ніяк не уникне смерті, наближення смерті спричиняє в людей панічний страх. Унаслідок спостережень за реакцією хворих на оголошений смертельний діагноз, Елізабет Кюблер-Росс виділяла п'ять основних етапів психологічних переживань, які можуть проходити в довільному порядку або вибірково:
1. Заперечення — людина, отримавши звістку про невиліковність хвороби, в багатьох випадках в перший момент не може збагнути, що це сталося саме з нею, тому не може прийняти почуте;
2. Гнів — людина намагається зрозуміти, як таке з нею могло статися, однак не знаходячи раціонального пояснення, як це дуже часто буває в стані афекту, обурюється на лікарів, близьких і навіть сторонніх осіб, звинувачуючи їх у недбальстві та злих намірах;
3. Компроміс — люди, все ще надіючись на краще, обіцяють собі або вищим силам корінним чином змінити життя на «правильне», відмовитися від шкідливих звичок, виправити деструктивні вчинки, у разі якщо діагноз не підтвердиться або хвороба відступить. В залежності від психологічних установок, переживання супроводжуються практичними діями, від благань та спокути вини (у психологічно слабких особистостей) до пошуків дієвих рішень (у сильних духом осіб);
4. Депресія — людина віддаляється від соціуму, впадає у відчай і переживає жах, при цьому різко падає активність, втрачається інтерес до мирських проблем.
5. Прийняття[en] — людина усвідомлює смерть як невідворотний процес та змирюється.

## Критика
Багато дослідників знаходять проблеми у цієї моделі:
1. За дослідженнями, пацієнти не проходять через усі стадії, а їхній порядок не є сталим
2. Кюблер-Росс не використовували методологій збору та аналізу даних, стадії були виділені нею після проведення інтерв'ю з хворими, які мали суб'єктивний характер
3. Стадії скоріше вказують хворим, як їм поводитися, а не описують, що хворі відчувають насправді. Хворі та їх близькі підлаштовуються під відому програму стадій.
4. Сильна залежність стану хворих від оточення не дає підстав приймати, що вони будуть проходити через однакові стадії.

З моменту публікації книги «Про смерть і вмирання», сучасні експерти поставили під сумнів і розкритикували її центральну ідею, яка полягає в тому, що для того, щоб нарешті пережити втрату близької людини, ми маємо відпустити її та рухатися вперед.

## Відповіді критикам
Кюблер-Росс підкреслила той факт, що її книга «не мала бути підручником про те, як вести вмираючих пацієнтів». Він також не був «задуманий як повне дослідження психології вмираючих».
По-перше, «Про смерть і вмирання» ніколи не було дослідженням горя та втрати. Це було обговорення деяких ключових емоційних реакцій на досвід смерті. Так, горе було частиною цього досвіду, але це не було його повністю.
По-друге, так звана «теорія етапів», яку ви прочитаєте в цій книзі, відкрито описується та обговорюється як евристичний прийом. Іншими словами, ці стадії є лише набором категорій, штучно виділених і окремо описаних, щоб автор міг обговорити кожен із цих переживань більш чітко та просто. Уважний читач зверне увагу на власні неодноразові застереження Кюблер-Росса про те, що багато з цих «етапів» накладаються, відбуваються разом або навіть що деякі реакції взагалі пропускаються. Щоб підкреслити цей умовний спосіб розгляду етапів, слово «етапи» навіть поставили в лапки, щоб підкреслити їх умовний характер у єдиному схематичному представленні цих ідей у книзі.
По-третє, багато «етапів» вмирання, описаних у книзі, згодом були спрощені та публічно карикатурні до невпізнання.
По-четверте, і це досить незрозуміло, «Про смерть і вмирання» регулярно помилково і зловмисно тлумачили як дослідження. Це популярна книга описів, спостережень і роздумів, заснована на серії діалогів з людьми, які вмирають. Учасників не запросили брати участь у дослідницькому проекті, а натомість попросили розповісти про свій досвід, щоб допомогти медичним працівникам краще зрозуміти їхні потреби.
Однак центральне повідомлення «Про смерть і вмирання» полягає в тому, як важливо прислухатися до того, що вмираючий хоче сказати нам про свої потреби. Доктор Кюблер-Росс помітила деякі з повторюваних моделей емоційної реакції надії, але також і заперечення, прийняття, але часто з умовами. Вона запропонувала нам слова або позначки для опису цих моделей відповіді, щоб допомогти нам узагальнити їх.